# Eléni Avlonítou
Eléni Avlonítou (en grec moderne : Ελένη Αυλωνίτου), née le 22 octobre 1958 à Athènes, est une femme politique grecque.

## Biographie
Aux élections législatives grecques de janvier 2015, elle est élue députée au Parlement grec sur la liste de la SYRIZA dans la deuxième circonscription d'Athènes.